# TrueBliss
Le TrueBliss sono state un girl group neozelandese formato nell'aprile 1999 da Keri Harper, Joe Cotton, Megan Cassie, Carly Binding ed Erika Takacs. Il gruppo è il risultato della prima edizione al mondo del talent show Popstars, format successivamente riprodotto in molti altri paesi.

## Carriera
Le cinque componenti delle TrueBliss sono state messe insieme dai produttori del talent show Popstars; la formazione del gruppo è stata finalizzata ad aprile 1999. Il loro singolo di debutto Tonight è uscito il mese successivo su etichetta discografica Columbia Records e ha debuttato in vetta alla classifica neozelandese, rimanendo al primo posto anche la settimana successiva. Anche il loro album di debutto Dream, uscito a giugno 1999, ha debuttato alla prima posizione in Nuova Zelanda; è stato certificato doppio disco di platino dalla Recorded Music NZ per aver venduto più di 30 000 copie a livello nazionale. Un secondo singolo, Number One, ha raggiunto il 12º posto in classifica nel successivo agosto.
All'inizio del 2000 Carly Binding ha lasciato il gruppo, citando divergenze artistiche. Nel corso dell'anno le TrueBliss si sono sciolte ufficialmente. Solo Carly Binding riuscirà ad ottenere successo come solista nel corso degli anni 2000. A luglio 2012 le TrueBliss si sono riunite senza Carly Binding per pubblicare un singolo di beneficenza, A Minute of One Day.

## Discografia

### Album in studio
- 1999 – Dream

### Singoli
- 1999 – Tonight
- 1999 – Number One
- 2000 – Freedom
- 2012 – A Minute of One Day